# 扎姆奇斯科河

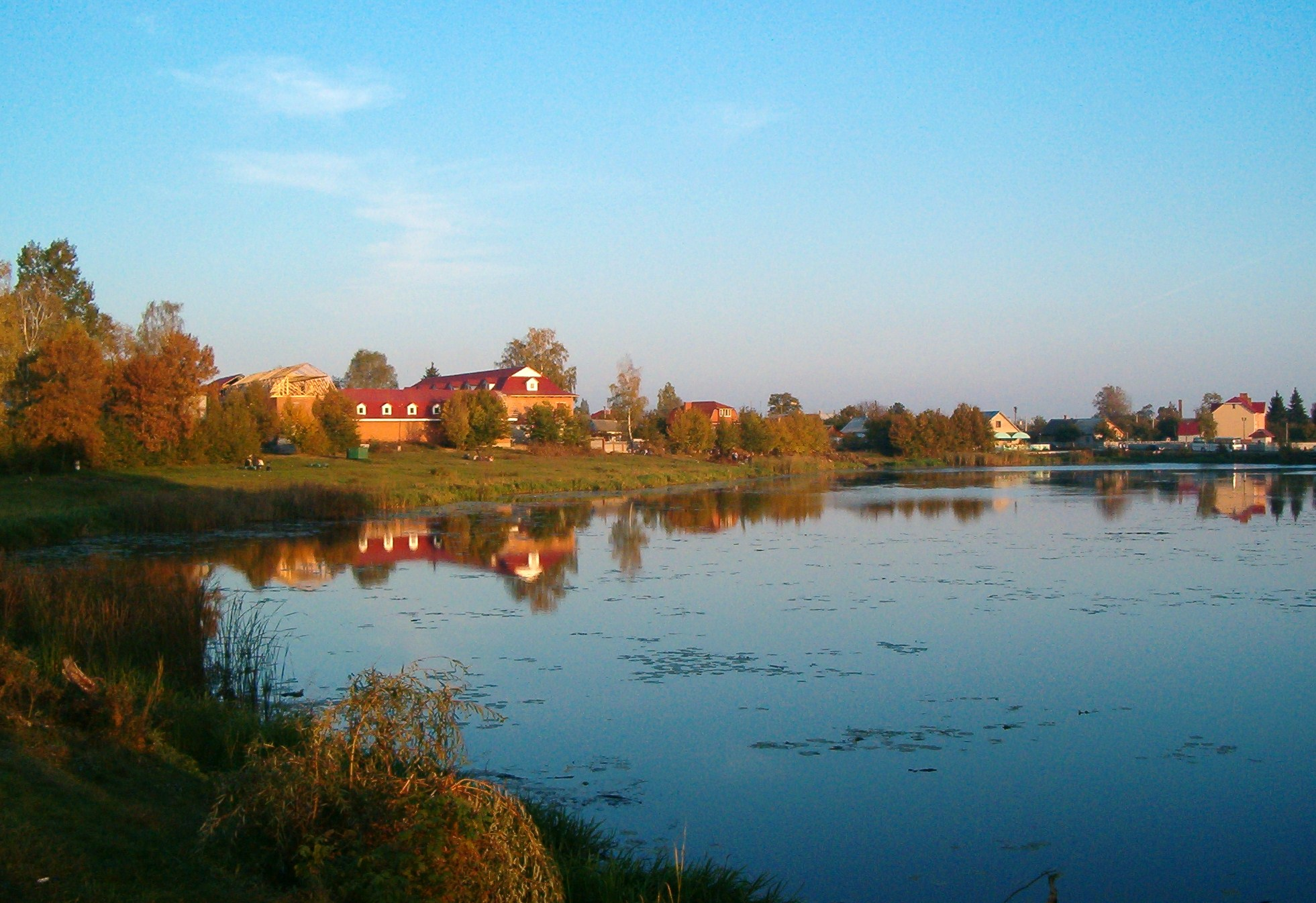

扎姆奇斯科河（羅馬化：Zamchysko）是烏克蘭的河流，位於該國西北部，屬於戈倫河的支流，發源自馬蒂伊夫卡西北面，流經羅夫諾州，河口處在皮德盧日內西北面，河道全長40公里，流域面積336平方公里。